# Aysha borgmeyeri
Aysha borgmeyeri là một loài nhện trong họ Anyphaenidae.
Loài này thuộc chi Aysha. Aysha borgmeyeri được Cândido Firmino de Mello-Leitão miêu tả năm 1926.